# 獵頭遊戲 (電影)
《獵頭遊戲》是一部2011年的挪威動作驚悚片，改編自尤·奈斯博2008年的同名小說。該片由莫腾·泰杜姆執導，艾賽兒·漢寧、尼可拉·科斯特-瓦爾道和希諾薇·麥考迪·倫德主演。漢寧饰演的羅傑·布朗是一位成功但缺乏安全感的企业招聘人员，他过着双重生活，暗地里偷窃艺术品以维持自己奢侈的生活。他发现自己的一位求職者拥有一幅价值连城的画作，遂决定偷窃之。
《獵頭遊戲》於2011年8月26日在挪威上映，票房大獲成功，獲得正面評價，以及多項獎項提名，包括四項阿曼达奖和英国电影学院奖最佳外語片獎。
這是史上票房最高的挪威電影。

## 剧情
羅傑·布朗（艾賽兒·漢寧饰）是挪威最成功的猎头，他靠偷窃客户的画作来维持奢侈的生活；他的搭档歐夫（埃文德·桑德饰）在一家监控公司工作，负责解除目标家中的安保措施，让羅傑得以用赝品调换真品。情妇柔特（茱麗·羅葛德饰）邀请羅傑共进晚餐，但羅傑拒绝了，并结束了他们的关系。羅傑的妻子荻雅娜（希諾薇·麥考迪·倫德饰）是艺术画廊老板，将他介绍给了GPS技术公司霍特的前任高管克拉斯·葛瑞夫（尼可拉·科斯特-瓦爾道饰）。羅傑目前正在为竞争对手探路者公司招募下一任首席执行官，他认为克拉斯可能是一个合适的人选。荻雅娜透露，克拉斯请她鉴定他继承的一幅失传的鲁本斯画作，据说这幅画价值数百万美元。
羅傑说服克拉斯与他共进午餐商讨工作事宜，并很快得知克拉斯曾是专门追踪人员的特种部队成员，还是歐洲軍事五項全能冠軍。他还得知克拉斯帮助霍特开发了一种难以清除的纳米GPS跟踪凝胶。尽管心存疑虑，羅傑还是与歐夫会面，商讨偷画的细节。羅傑成功地从克拉斯家中盗走了画作，但他在克拉斯的床边发现了荻雅娜的手机，暗示两人有染，原因是羅傑不愿意荻雅娜生孩子。作为报复，羅傑在与探路者高管进行了一次看似成功的会面后，心烦意乱的他轻描淡写地告诉克拉斯，公司将会另找他人来填补这个职位。
第二天早上，羅傑发现歐夫在羅傑自己的车里，显然是被嵌在汽车座椅上的毒药注射器毒死的；就在羅傑把歐夫扔进湖里的时候，歐夫醒了过来，原来毒药没有完全注射进去。羅傑开车把歐夫送回歐夫自己的小屋，把他放在床上，对他的就医要求置之不理，因为羅傑不想让警察介入。不料歐夫拔枪相向，引发了一场枪战，羅傑意外杀死了歐夫。羅傑发现克拉斯跟踪他到了歐夫的小屋，一场混战之后，羅傑侥幸逃脱。羅傑意识到克拉斯可能对他使用了霍特的GPS凝胶技术，于是他把自己的车换成了歐夫的车，并把衣服扔进湖里，换上歐夫的备用制服，逃到歐夫以前住过的农场。尽管如此，克拉斯还是带着他的狗跟踪羅傑到了农场，并杀害了農夫，但羅傑还是躲过了他。羅傑打算乘坐農夫的牽引機逃跑，却被狗咬住，他便将狗刺死在牽引機的叉子上。途中看到后方有车，羅傑以为克拉斯还在追赶他，于是驾车失控，从牽引機上摔了下来，却发现追赶他的人其实是个想要帮助他的陌生人。
在医院醒来后，羅傑得知警察认为他就是歐夫，以谋杀農夫的罪名逮捕了他。在开车前往警局的途中，警察想要拦下一辆报失的卡车。羅傑意识到克拉斯正在驾驶這輛卡车，荻雅娜可能在羅傑头发上抹了GPS胶，帮助克拉斯追踪到他的位置。随着克拉斯的逼近，警察无视羅傑提醒他们下车，于是克拉斯将警车撞下了悬崖。在克拉斯离开现场之前，羅傑一直装死，随后他剃光头发，将自己的头发藏在一具已死警察的尸体上，然后与一具被毁容的警察尸体互换衣服，伪造自己的死亡。
羅傑向柔特求助，却发现她在为克拉斯办事。原来，克拉斯仍然秘密受雇于霍特，他计划利用羅傑获得探路者的工作，窃取他们的秘密技术。柔特承认是她在羅傑的头发上涂了GPS凝胶，证明荻雅娜是清白的，还承认是她提议共进晚餐，以便把羅傑介绍给克拉斯；由于羅傑结束了他们的恋情，克拉斯便用一幅假冒的鲁本斯的画经由荻雅娜与羅傑见面。羅傑放松了警惕，柔特趁机持刀袭击了他，羅傑出于自卫开枪杀死了她。羅傑回到家中，向荻雅娜承认了一切，荻雅娜也为自己与克拉斯的婚外情道歉。第二天一早，羅傑去停尸房取回了他与谋杀案有关的剩余证据（他剪掉的头发），而荻雅娜则联系了克拉斯，表面上他们的婚外情仍在继续。
在清理歐夫小屋的证据时，羅傑遇到了克拉斯。克拉斯追踪到了剪下的头发中的GPS凝胶，他幸灾乐祸地告诉羅傑，荻雅娜已经回到了他身边。羅傑用藏起来的枪打死了克拉斯，并解释说荻雅娜恢复他们的关系只是为了给克拉斯的枪换上空包彈。歐夫家中的监控录像记录下了克拉斯开枪的过程，而羅傑则一直躲在摄像头盲区里。这段录像加上羅傑篡改的证据表明，歐夫和克拉斯同是艺术品窃贼，他们杀死了農夫和柔特，最後因一場爭執而自相残杀。警方，包括明星侦探布里德·史培爾，都忽视了其中细微的矛盾之处（歐夫的死亡时间比录像早了几天），因为布雷德知道，如果案子破不了就会损害他的声誉。后来，羅傑和怀孕的荻雅娜卖掉了房子，羅傑重返工作岗位，把探路者的工作交给了影片开头被他拒绝和抢劫的客户。

## 演员
- 艾賽兒·漢寧 饰 羅傑·布朗
- 希諾薇·麥考迪·倫德（英语：Synnøve Macody Lund） 饰 荻雅娜
- 尼可拉·科斯特-瓦爾道 饰 克拉斯·葛瑞夫
- 埃文德·桑德 饰 歐夫·奇克魯
- 茱麗·羅葛德（英语：Julie Ølgaard） 饰 柔特·梅德森
- 雷伊達爾·索倫森（英语：Reidar Sørensen） 饰 布里德·史培爾
- 雪勒·蒿根·辛尼斯 饰 耶雷米·亞蘭德
- 马斯·莫格兰 饰 歐拉夫·宋德
- 巴德·歐維（英语：Baard Owe） 饰 辛德·亞
- 托格林·梅倫·史汀 饰 阿特勒·内吕姆
- 馬蒂斯·赫曼·奈奎斯特 饰 費迪南
- 尼利斯·尤根·卡斯泰德（英语：Nils Jørgen Kaalstad） 饰 斯蒂格
- 約阿希姆·拉斐爾森 饰 布魯格德
- 貢納爾·斯克蘭斯塔德·莊臣 饰 埃斯希尔·蒙森
- 拉爾斯·斯克蘭斯塔德·莊臣 饰 恩德里德·蒙森

## 製作與翻拍
瑞典製作公司Yellow Bird於2009年獲得了尤·奈斯博2008年小說《獵頭遊戲》的電影版權。這是奈斯博第一部被改編成電影的小說。影片在奥斯陆及其周邊地區拍攝，預算為3千萬挪威克朗，歷時40天。這部電影缺少必要的空拍鏡頭，但他們又沒錢了，於是使用了瑞典電影《龍紋身的女孩》拍過的鏡頭場景，並進行了數位修改以改變汽車的類型。
好萊塢計畫翻拍《獵頭遊戲》，由英國記者兼編劇薩沙·傑瓦西撰寫劇本。2011年，當這部挪威電影仍在製作時，英語翻拍權被出售給美國電影製片廠顶峰娱乐。

## 音樂
電影中使用的曲目有：
- "Weathervane" - Weathervane（吉米·格內科（英语：Jimmy Gnecco）和保羅·瓦克塔-薩沃伊（英语：Paul Waaktaar-Savoy）的筆名） - 片尾字幕時
- "Sleep Ferrari" - Universal Publishing Production Music發行（未給出藝術家）
- "Come Arround"（原文如此） - Goran Obad & Henrik Skarm

## 發行
該片於2011年8月26日在挪威上映，首周末就有104,000名挪威影迷觀看，是挪威歷史上第二高的首映週末票房，僅次於《馬克思·馬努斯》。該片是迄今為止觀影人次最高的國產電影，院线售出557,086張票，在包括外國電影在內的觀影人次排名第二，僅次於《哈利·波特与死亡圣器（下）》。

## 反响
《獵頭遊戲》獲得了非常正面的評價。爛番茄根據98條評論得出了93%的「新鮮認證」支持率，平均分為7.63分（滿分10分）。共识認為：「《獵頭遊戲》恐怖、曲折、黑色喜劇，對熟悉的驚悚元素進行了令人興奮的古怪演繹」。在Metacritic上，根據26位影評人的評論，這部電影的得分為72分（滿分100分），表示「總體好評」。
《芝加哥太陽報》的罗杰·埃伯特給這部電影打了三顆半星（滿分四星），稱讚這部電影“是我所怀念的惊悚片类型的论据。它以故事元素为娱乐，其中的惊吓源于人类行为。与太多依赖特技、特效和晃动镜头的惊悚片不同，這部影片設計的情節對發生的事情至關重要”。
在挪威，這部電影獲得了好評；按照「擲骰子」系統，其中1分最差，6分最好，絕大多數人給了5分。給出5分的有世道報、每日雜誌報、晚邮报、卑尔根时报、卑尔根报、斯塔万格晚报、每日報、祖國之友報、海于格松日报和哈马尔工人报。给出4分的有地址報和階級鬥爭報。今日商業報稱這部電影是「高度可接受的」類型動作片，主角能引起共鸣。

### 榮譽
《獵頭遊戲》是第一部獲得英国电影学院奖（最佳非英語電影類）提名的挪威電影。該片還獲得四項阿曼達獎提名：人民阿曼達獎（觀眾投票）、最佳男演員、最佳導演和最佳視覺效果，但沒有獲得最佳挪威電影獎，導致阿曼達獎評審團受到批評。
| 年份 | 獎項                 | 類別                 | 人物                          | 結果 |
| ---- | -------------------- | -------------------- | ----------------------------- | ---- |
| 2012 | 阿曼達獎             | 人民阿曼達獎         |                               | 獲獎 |
| 2012 | 阿曼達獎             | 最佳男演員           | 艾賽兒·漢寧                   | 提名 |
| 2012 | 阿曼達獎             | 最佳導演             | 莫腾·泰杜姆                   | 提名 |
| 2012 | 阿曼達獎             | 最佳視覺效果         | 拉爾斯·艾瑞克·漢森、扬·斯瓦兰 | 提名 |
| 2013 | 英国电影学院奖       | 最佳外語片           |                               | 提名 |
| 2013 | 帝國獎               | 最佳驚悚片           |                               | 獲獎 |
| 2012 | 歐洲電影獎           | 觀眾票選最佳歐洲電影 |                               | 提名 |
| 2012 | 金預告片獎           | 最佳外國動作預告片   |                               | 提名 |
| 2011 | 費城電影節           | 觀眾獎 - 榮譽獎      |                               | 獲獎 |
| 2012 | 鳳凰城影評人協會獎   | 最佳外語片           |                               | 提名 |
| 2012 | 聖地牙哥影評人協會獎 | 最佳外語片           |                               | 提名 |
| 2013 | 土星獎               | 最佳國際電影         |                               | 獲獎 |
| 2012 | 圣路易斯影评人协会   | 最佳外語片           |                               | 提名 |